# Escorxador municipal de Figueres
L'Escorxador municipal de Figueres és un edifici del municipi de Figueres (Alt Empordà) que forma part de l'Inventari del Patrimoni Arquitectònic de Catalunya.

## Descripció
És un edifici situat al centre històric de la ciutat. És un edifici d'obra vista amb incorporacions d'elements ceràmics de tipus popular a les façanes i cobertes. El mòdul central conté elements decoratius simètrics amb tres arcs de mig punt amb dovella clau destacada i un òcul entre els arcs. Fris ceràmic a la imposta dels arcs. La planta baixa presenta cornisa emmerletada amb decoracions ceràmiques de botons. El pis superior es troba més endarrere que la façana. Cal destacar la finestra amb tres obertures amb arc de mig punt. Coberta a dues aigües. A l'interior la distribució respon a la funcionalitat d'un escorxador, amb planta basilical.

## Història
Després de la desamortització de l'any 1835, on hi havia hagut l'antic convent dels caputxins, l'arquitecte J. Roca i Bros va fer un projecte inicial d'escorxador municipal de Figueres, que es va inaugurar l'any 1846. Entre els anys 1904 i 1907, després de ser enderrocat l'edifici, es feu el nou escorxador, amb el projecte de l'arquitecte Josep Azemar, i es va convertir en una arquitectura modernista catalana d'interès local cap a l'any 1974. L'Escorxador va funcionar fins a l'any 1976 i més tard la part esquerra es va convertir en un mercat de peix. Fou rehabilitat l'any 1988 i l'any 1991 començà a funcionar la part dreta com a seu de l'Arxiu Comarcal de l'Alt Empordà.
L'any 2010 comença la consolidació de l'edifici, ja que presentava problemes a la coberta i el 8 de març de 2013 s'inaugura l'Antic Escorxador de Figueres i rep el nom de Casa Empordà. L'any 2015, últim projecte de reconversió de l'escorxador, es fa per a adequar i traslladar l'Oficina de Turisme a l'anomenada Casa Empordà.

## Galeria d'imatges

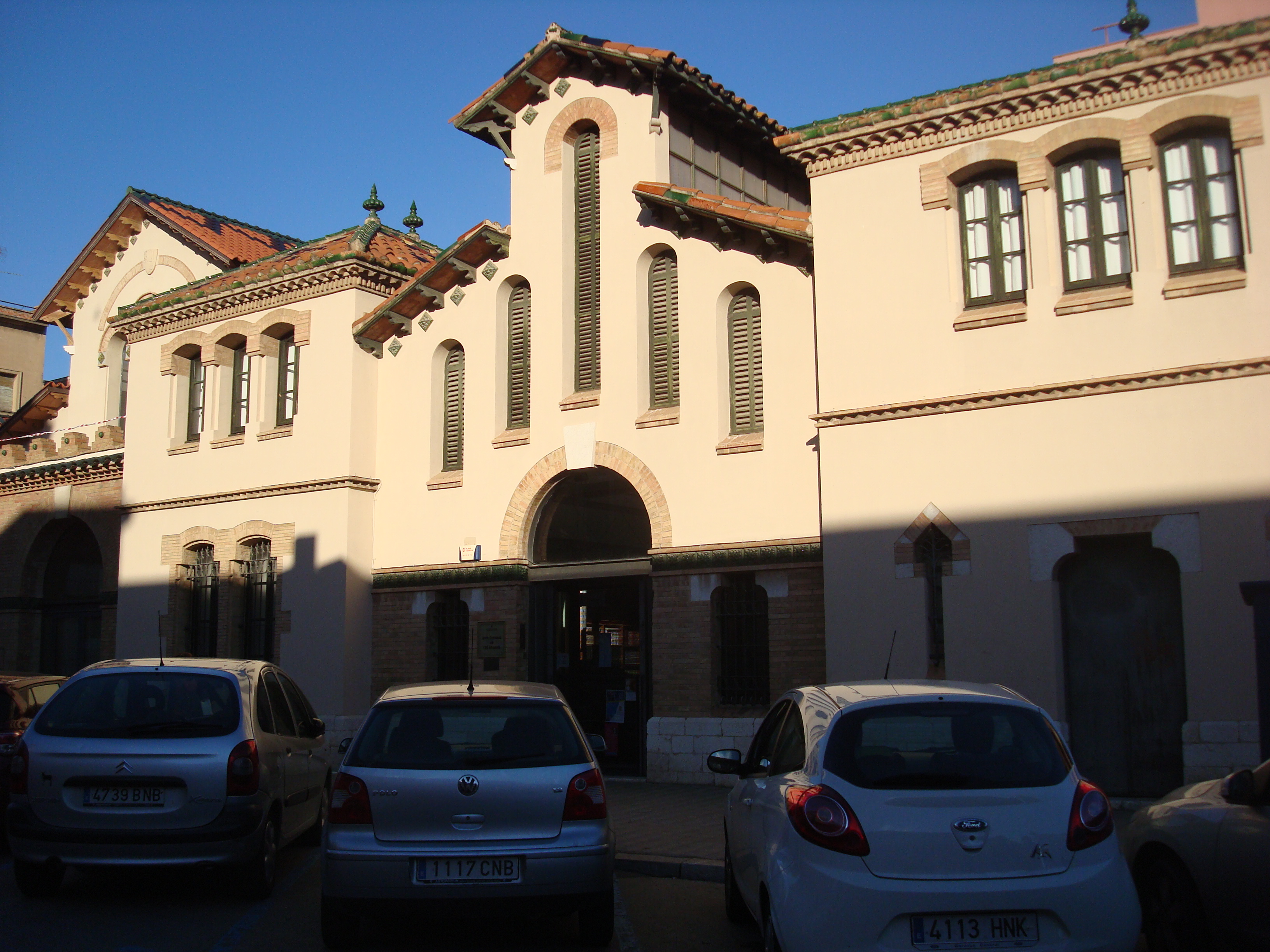
L'antic Escorxador de Figueres, avui Casa Empordà
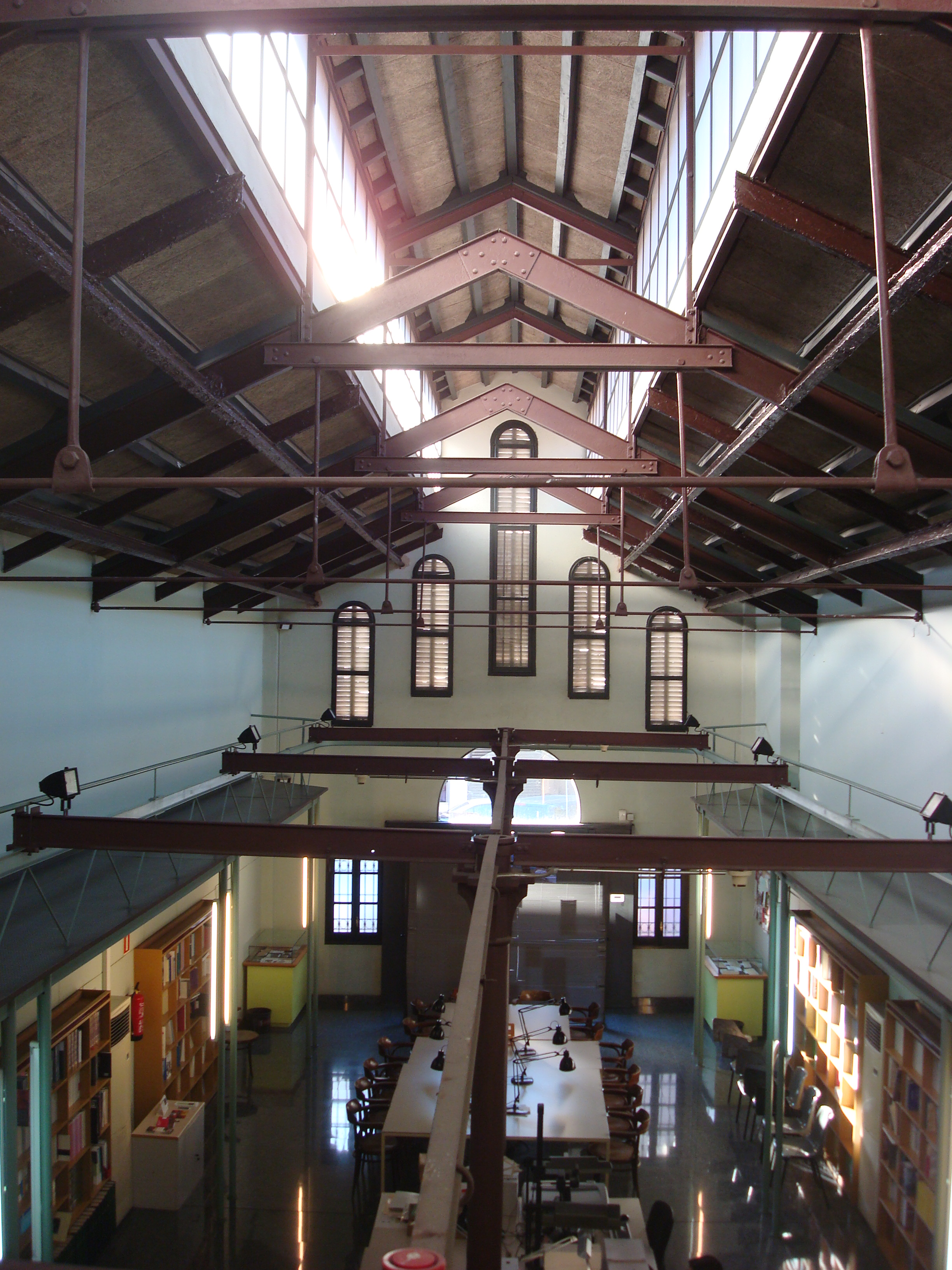
Arxiu Comarcal de l'Alt Empordà